# 네모토 나기
네모토 나기(根本凪, 1999년 3월 15일 ~ )는 디어스테이지 소속의 일본의 싱어송라이터, 배우, 버츄얼 유튜버이다. 덴파구미.inc에 관심을 갖게 된 후 2014년에 니지노 콘키스타도르에 합류했고 결국 2017년에 덴파구미.inc에 합류하여 2022년까지 두 곳에 남았다. 그 해에 버츄얼 유튜버로 일하기 시작했고 두 장의 EP인 Lume di Spica(2022)와 Due Stelle(2023)을 발매했으며 2024년에 Kiyoshi Ryujin 25에 합류했다. 또한 2017년 드라마 친구 게임에서 코코로기 유토리 역을 맡아 주연을 맡은 등 연기 활동을 했으며, 작곡, 그라비아 모델, 의상 디자인에도 참여했다.

## 출연
- 친구 게임
- 유즈